# Caladenia falcata
Caladenia falcata är en orkidéart som först beskrevs av William Henry Nicholls, och fick sitt nu gällande namn av Mark Alwin Clements och Stephen Donald Hopper. Caladenia falcata ingår i släktet Caladenia och familjen orkidéer. Inga underarter finns listade i Catalogue of Life.